# Вахрушівська міська рада
Вахрушівська міська́ ра́да — орган місцевого самоврядування у складі Краснолуцької міської ради Луганської області. Адміністративний центр — місто Боково-Хрустальне.

## Загальні відомості
- Вахрушівська міська рада утворена в 1963 році.
- Територія ради: 27,51 км²
- Населення ради: 15 492 особи (станом на 2001 рік)
- Територією ради протікає річка Міус.

## Населені пункти
Міській раді підпорядковані населені пункти:
- м. Вахрушеве
- смт Садово-Хрустальненський
- с-ще Трубний

## Склад ради
Рада складається з 30 депутатів та голови.
- Голова ради: Ткаченко Іван Антонович
- Секретар ради: Лаврухіна Тетяна Василівна

### Керівний склад попередніх скликань ради
| ПІБ                     | Основні відомості                                                                    | Дата обрання | Дата звільнення |
| ----------------------- | ------------------------------------------------------------------------------------ | ------------ | --------------- |
| Ткаченко Іван Антонович | Міський голова, 1951 року народження, освіта вища, безпартійний                      | 26.03.2006   | 31.10.2010      |
| Ткаченко Іван Антонович | Міський голова, 1951 року народження, освіта вища, член Комуністичної партії України | 31.10.2010   |                 |

Примітка: таблиця складена за даними джерела

### Депутати
За результатами місцевих виборів 2010 року депутатами ради стали:

#### За суб'єктами висування
| Суб'єкт висування                                       | Кількість обраних депутатів | %    |
| ------------------------------------------------------- | --------------------------- | ---- |
| Партія регіонів                                         | 19                          | 63,3 |
| Комуністична партія України                             | 7                           | 23,3 |
| Політична партія «Сильна Україна»                       | 3                           | 10   |
| Політична партія Всеукраїнське об'єднання «Батьківщина» | 1                           | 3,3  |

#### За округами
| № округу                                                | Прізвище, ім'я, по батькові        | Дата визнання обраним | Освіта                    | Партійна приналежність                        | Відомості про обраного депутата                             |
| ------------------------------------------------------- | ---------------------------------- | --------------------- | ------------------------- | --------------------------------------------- | ----------------------------------------------------------- |
| Комуністична партія України                             |                                    |                       |                           |                                               |                                                             |
| б/м                                                     | Цапіна Надія Іванівна              | 02.11.2010            | Освіта середня            | член Комуністичної партії України             | пенсіонер                                                   |
| б/м                                                     | Ратушний Олексій Юрійович          | 02.11.2010            | Освіта середня            | позапартійний                                 | Шахта «Хрустальська», слюсар, стаціонарна установка         |
| б/м                                                     | Горобець Валерій Миколайович       | 02.11.2010            | Освіта вища               | член Комуністичної партії України             | Шахта «Ізвестій», головний маркшейдер                       |
| б/м                                                     | Нікішин Леонід Миколайович         | 02.11.2010            | Освіта середня            | член Комуністичної партії України             | пенсіонер                                                   |
| 1                                                       | Целих Ольга Анатоліївна            | 02.11.2010            | Освіта вища               | позапартійна                                  | ДВАТ ВРМЗ, економіст                                        |
| 3                                                       | Бабкіна Любов Василівна            | 02.11.2010            | Освіта середня            | позапартійна                                  | пенсіонер                                                   |
| 4                                                       | Лохінов Юрій Олексійович           | 02.11.2010            | Освіта середня            | позапартійний                                 | пенсіонер                                                   |
| Партія регіонів                                         |                                    |                       |                           |                                               |                                                             |
| б/м                                                     | Кажарська Олена Володимирівна      | 02.11.2010            | Освіта середня            | член Партії регіонів                          | Шахта «Хрустальська», кур'єр                                |
| б/м                                                     | Раєвська Валентина Василівна       | 02.11.2010            | Освіта вища               | член Партії регіонів                          | Шахта «Хрустальська», голова профспілки                     |
| б/м                                                     | Савченко Андрій Віталійович        | 02.11.2010            | Освіта вища               | член Партії регіонів                          | Приватне підприємство «ВЕСТД», директор                     |
| б/м                                                     | Добичин Олег Сергійович            | 02.11.2010            | Освіта середня            | член Партії регіонів                          | тимчасово не працює                                         |
| б/м                                                     | Галіздра Дмитро Ігорович           | 02.11.2010            | Освіта вища               | член Партії регіонів                          | тимчасово не працює                                         |
| б/м                                                     | Асингеров Михайло Вардович         | 02.11.2010            | Освіта вища               | член Партії регіонів                          | тимчасово не працює                                         |
| б/м                                                     | Кравцов Володимир Олександрович    | 02.11.2010            | Освіта середня            | член Партії регіонів                          | Шахта «Хрустальська», заступник керівника конвеєрної служби |
| б/м                                                     | Парфьонов Микола Володимирович     | 02.11.2010            | Освіта середня            | член Партії регіонів                          | приватний підприємець, керівник                             |
| б/м                                                     | Пасічник Василь Володимирович      | 02.11.2010            | Освіта середня            | член Партії регіонів                          | Приватне підприємство «Волат-Транс», механік                |
| 2                                                       | Лаврухіна Тетяна Василівна         | 02.11.2010            | Освіта вища               | член Партії регіонів                          | Вахрушевська міська лікарня, лікар отола-ринголог           |
| 6                                                       | Бєзяєва Галина Олександрівна       | 02.11.2010            | Освіта вища               | член Партії регіонів                          | тимчасово не працює                                         |
| 7                                                       | Муравйова Тетяна Михайлівна        | 02.11.2010            | Освіта середня            | член Партії регіонів                          | приватний підприємець                                       |
| 8                                                       | Степаненко Ірина Іванівна          | 02.11.2010            | Освіта середня            | член Партії регіонів                          | Вахрушевська міська поліклініка № 2, старша медсестра       |
| 9                                                       | Савенко Ганна Миколаївна           | 02.11.2010            | Освіта середня            | член Партії регіонів                          | Буд. культури м. Вахрушеве, директор                        |
| 10                                                      | Захарченко Лариса Миколаївна       | 02.11.2010            | Освіта вища               | член Партії регіонів                          | НВК № 2 «Берегиня», зав. бібліотекою                        |
| 11                                                      | Булатова Світлана Георгіївна       | 02.11.2010            | Освіта вища               | член Партії регіонів                          | пенсіонер                                                   |
| 12                                                      | Філімонов Михайло Володимирович    | 02.11.2010            | Освіта вища               | член Партії регіонів                          | Приватне підприємство Юридична фірма «Консул», адвокат      |
| 13                                                      | Кукса Тетяна Миколаївна            | 02.11.2010            | Освіта вища               | член Партії регіонів                          | НВК № 3, завуч                                              |
| 15                                                      | Долженко Руслан Вікторович         | 02.11.2010            | Освіта вища               | член Партії регіонів                          | ТОВ Шахта «Садова», гірничий робітник                       |
| Політична партія Всеукраїнське об'єднання «Батьківщина» |                                    |                       |                           |                                               |                                                             |
| 5                                                       | Омеляненко Володимир Володимирович | 02.11.2010            | Освіта вища               | член Всеукраїнського об'єднання «Батьківщина» | Шахта «Хрустальська», електрослюсар                         |
| Політична партія «Сильна Україна»                       |                                    |                       |                           |                                               |                                                             |
| б/м                                                     | Алєва Світлана Валентинівна        | 02.11.2010            | Освіта вища               | позапартійна                                  | Вахрушівський міськвиконком, спеціаліст 1 категорії         |
| б/м                                                     | Карпенко Олександр Васильович      | 02.11.2010            | Освіта середня            | позапартійний                                 | тимчасово не працює                                         |
| 14                                                      | Кукурузяк Сергій Євгенович         | 02.11.2010            | Освіта середня спеціальна | позапартійний                                 | ТОВ Шахта «Садова», гірничий робітник                       |